# Сінкаміґото

32°59′4″ пн. ш. 129°4′24″ сх. д. / 32.98444° пн. ш. 129.07333° сх. д.
Сінкаміґото (яп. 新上五島町) — містечко в Японії, в повіті Мінамімацуура префектури Нагасакі.